# Idriss (comédien)
Pour les articles homonymes, voir Idris.
 (avril 2012).
Si vous disposez d'ouvrages ou d'articles de référence ou si vous connaissez des sites web de qualité traitant du thème abordé ici, merci de compléter l'article en donnant les références utiles à sa vérifiabilité et en les liant à la section « Notes et références ».
Idriss est un comédien et metteur en scène français de théâtre.

## Biographie
Idriss n'est pas un « enfant de la balle »[Interprétation personnelle ?] : d'origine modeste (père ouvrier et mère au foyer), il commence à s'impliquer dans l'animation lors de colonies de vacances. Il passe sa jeunesse à Asnières où il s'inscrit, vers l'âge de 14 ans, à la maison des jeunes et de la culture où il rencontre un homme de théâtre : Armel Marin. Après la guerre d'Algérie, il se rend en petite Kabylie où se trouve l'essentiel de sa famille.[réf. nécessaire]
Il débute réellement dans le métier de comédien à 20 ans : il part en tournée avec Amphitryon 38 de Jean Giraudoux, avec Odile Versois, et au retour il figure dans la distribution de deux créations de Jean Anouilh.
Il enchaîne avec Ne réveillez pas Madame avec François Périer, qui se joue pendant 2 ans, puis avec Le Directeur de l'Opéra avec Paul Meurisse pendant un an.[réf. nécessaire]
Depuis, il a joué environ 80 pièces, avec notamment Danielle Darrieux et Jean-Pierre Aumont dans La Maison du lac. Il a eu en particulier pour partenaires marquants : Christian Marin, Jean-François Dérec, Patrice Laffont,  Mylène Demongeot, Sophie Desmarets, Michel Bouquet et Pierre Doris. Il a souvent joué avec  Francis Perrin.[réf. nécessaire]
Il se lance dans la mise en scène de théâtre en 1985 : sollicité par le maire de Montfermeil qui souhaite célébrer le centenaire de la mort de Victor Hugo, il choisit une pièce totalement inconnue (écrite par Hugo à l'âge de 14 ans), l'opéra comique A.Q.C.H.E.B., qui présente le double avantage d'entrer dans l'enveloppe budgétaire et de n'avoir jamais été joué. Dix ans plus tard, en 1995, il crée - toujours à Montfermeil - le Son et Lumière qui, depuis, présente régulièrement l’œuvre de Victor Hugo lors du spectacle historique de nuit, en particulier depuis 2007 Les misérables, parrainé par Alain Decaux.[réf. nécessaire]
En tant que metteur en scène, il a dirigé notamment Jacques Fabbri dans un spectacle d'Eugène Ionesco Délire à deux, et Paul Le Person et Claude Jade dans Un Château au Portugal de Julien Vartet.[réf. nécessaire]

## Filmographie

### Cinéma

#### Longs métrages
- 2022 : Les affaires sont les affaires de Christian Chauvaud
- 2017 : Votez pour moi de Jean-Pierre Mocky
- 2015 : Monsieur Cauchemar de Jean-Pierre Mocky
- 2015 : Les Compagnons de la pomponette : de Jean-Pierre Mocky
- 2012 : Dors mon lapin de Jean-Pierre Mocky
- 2011 : Le Mentor de Jean-Pierre Mocky
- 2011 : Le Dossier Toroto de Jean-Pierre Mocky
- 1996 : Temps de chien de Jean Marbœuf
- 1987 : Bernadette de Jean Delannoy
- 1985 : À nous les garçons de Michel Lang
- 1983 : Papy fait de la résistance de Jean-Marie Poiré

#### Courts métrages
Entre autres :
- 2011 : Vieillesse nerveuse d'Estelle Tronchon réal. : Laura Emir
- 2009 : Mathilde est passée de Xavier Quentin : Joseph
- 2003 : Festina Lente de Jean-Guillaume Le Dantec
- 2002 : Distribution spéciale d'Etienne Desfretier (Prix Court Toujours)
- 2002 : La nuit du chien de Robin Skyes (Grand prix du court-métrage Policier à Cognac)
- 2000 : Baektopür de François-Xavier Gonnet, Laurent Pierlot et Vincent Wauters

### Télévision
Entre autres :
- 2008 : Un homme d'honneur de Laurent Heynemann : le journaliste au Ministère des finances
- 2004 : L'Abbaye du revoir de Jérôme Anger : le père André
- 2001 : Docteur Sylvestre de Marion Sarraut : Zizou (épisode Des apparences trompeuses)
- 1996 : Les Allumettes suédoises de Jacques Ertaud : le patron du Lapin Agile
- 1991 : Les Cinq Dernières Minutes de Maurice Frydland : le rédacteur en chef (épisode Une mer bleue de sang)
- 1981 : Au théâtre ce soir : La Quadrature du cercle de Valentin Kataïev, mise en scène Georges Vitaly, réalisation Pierre Sabbagh, théâtre Marigny
- 1980 : Au théâtre ce soir : L'Amant complaisant de Graham Greene, mise en scène Jacques François, réalisation Pierre Sabbagh, théâtre Marigny
- 1980 : Des vertes et des pas mûres de Maurice Delbez : le chauffeur de la Rolls
- 1978 Messieurs les Jurés (l'affaire Ménard) réalisation André Michel

## Théâtre
Entre autres :
- 2011 : l'Héritage d'après Maupassant mise en scène Stéphane Rugraff
- 2010/2011 : Les Squatteurs de Alexandre de Morant et Estelle Tronchon
- 2009 : L'histoire de Pinocchio d'après Collodi, mise en scène d'Idriss, Guichet Montparnasse
- 2009 : L'Exil d'Henry de Montherlant, mise en scène Idriss, théâtre Mouffetard
- 2008 : Ma femme est parfaite de Jean Barbier, mise en scène Eric Henon, théâtre des Nouveautés
- 2004 : Ma fille travaille à Paris de Jean Barbier, mise en scène Thierry Lavat, théâtre des Nouveautés
- 2000 :Il ne faut jurer de rien d'Alfred de Musset, mise en scène d'Idriss
- 1998 : Corot de Jacques Mougenot, mise en scène Jean-Laurent Cochet
- 1997 : Athalie de Racine, mise en scène Catherine Alcover
- 1994 : Décibel de Julien Vartet, mise en scène Gérard Savoisien, théâtre Édouard VII
- 1991 : Un château au Portugal de Julien Vartet, mise en scène d'Idriss, Studio des Champs-Elysées
- Fleur de cactus de Pierre Barillet et Jean-Pierre Grédy, mise en scène Jacques Rosny
- La Maison du lac d'Ernest Thompson, mise en scène Raymond Gérôme
- Le Malade imaginaire de Molière, mise en scène Pierre Boutron avec Michel Bouquet
- Les Joyeuses Commères de Windsor de William Shakespeare, mise en scène Marc Renaudin
- La guerre de Troie n'aura pas lieu de Jean Giraudoux, mise en scène Jacques Mauclair
- 1972 : Le Directeur de l'Opéra de Jean Anouilh, mise en scène de l'auteur et Roland Piétri, Comédie des Champs-Élysées